# سباستین یونگ
سباستین یونگ (انگلیسی: Sebastian Jung؛ زادهٔ ۲۲ ژوئن ۱۹۹۰) یک بازیکن فوتبال اهل آلمان است.
وی همچنین در تیم ملی فوتبال آلمان بازی کرده است.